# Viella (Gers)
Pour les articles homonymes, voir Viella.
Viella (Vielar en gascon) est une commune française située dans le département du Gers, en région Occitanie. Sur le plan historique et culturel, la commune est dans le pays de Rivière-Basse, un territoire qui s’allonge dans la moyenne vallée de l’Adour, à l’endroit où le fleuve marque un coude entre Bigorre et Gers.
Exposée à un climat océanique altéré, elle est drainée par le Larcis, le Saget, le Barry, le ruisseau Claquessot et par divers autres petits cours d'eau.
Viella est une commune rurale qui compte 523 habitants en 2022, après avoir connu un pic de population de 1 811 habitants en 1831.  Ses habitants sont appelés les Viellanais ou  Viellanaises.

## Géographie

### Localisation
Viella est une commune du Gers située au carrefour des Landes, du Gers et toute proche des Pyrénées. Elle est limitrophe des départements des Pyrénées-Atlantiques et des Hautes-Pyrénées.
Viella est située à 6 km d'Aydie.

### Communes limitrophes
Les communes limitrophes sont  Riscle (d), Aubous, Aurensan, Aydie, Diusse, Labarthète, Maumusson-Laguian, Portet, Riscle, Saint-Lanne, Saint-Mont et Verlus.
| Aurensan                                                     | Labarthète                    | Saint-Mont, Riscle                                          |
| Verlus                                                       | Viella                        | Maumusson-Laguian                                           |
| Portet (Pyrénées-Atlantiques), Diusse (Pyrénées-Atlantiques) | Aubous (Pyrénées-Atlantiques) | Saint-Lanne (Hautes-Pyrénées), Aydie (Pyrénées-Atlantiques) |

### Géologie et relief
Le village est bâti sur une colline surplombant la vieille route d'Aire-sur-l'Adour à Tarbes, et structuré sur un modèle béarnais, c'est-à-dire le long d'un axe routier. Le point culminant est assez élevé : 246 mètres.
L'aire de la commune est très vallonnée, le minimum étant à 119 mètres, ce qui permet la polyculture avec l'alternance de maïs ou d'élevage dans les vallons des rivières (Bégué, l'Arricau, les Artigues...), la vigne sur les coteaux ou les terres bien exposées du sommet des crêtes, les bois sur les terres moins favorables.
La commune est classée en zone de sismicité 2, correspondant à une sismicité faible.

### Hydrographie

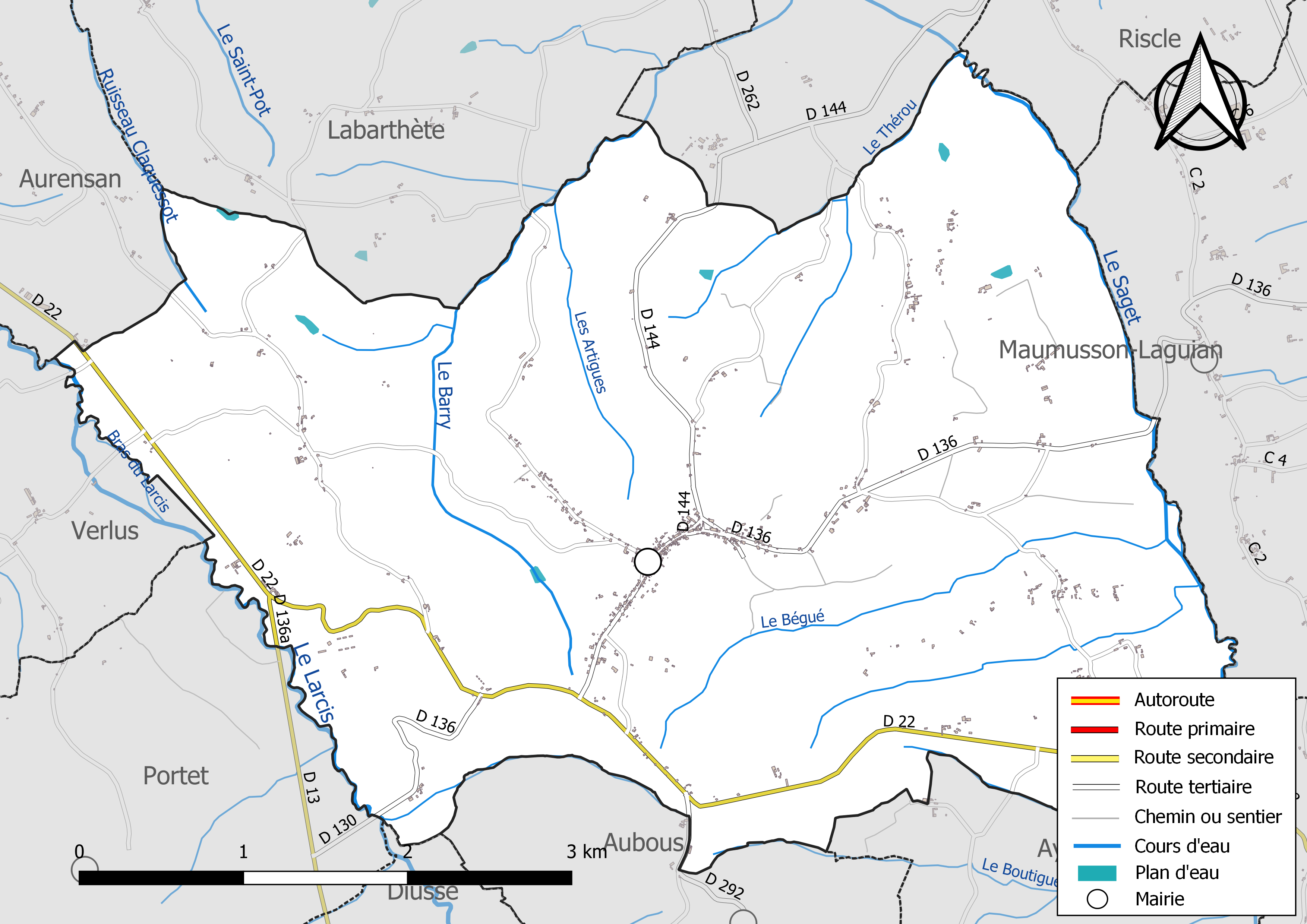
Réseaux hydrographique et routier de Viella.

La commune est traversée par deux ruisseaux, le Saget à l'est et le Larcis à l'ouest. D'autres petits ruisseaux sillonnent la commune : le Clacassot, l'Arricau et le Bourguille.
Le Larcis, d'une longueur totale de 34,8 km, prend sa source dans la commune de Luc-Armau, et s'écoule vers le nord-ouest. Il se jette dans le Léez à Projan, après avoir traversé 20 communes.

### Climat
Pour des articles plus généraux, voir Climat de l'Occitanie et Climat du Gers.
En 2010, le climat de la commune est de type climat océanique altéré, selon une étude s'appuyant sur une série de données couvrant la période 1971-2000. En 2020, Météo-France publie une typologie des climats de la France métropolitaine dans laquelle la commune est dans une zone de transition entre le climat océanique et le climat océanique altéré et est dans la région climatique Aquitaine, Gascogne, caractérisée par une pluviométrie abondante au printemps, modérée en automne, un faible ensoleillement au printemps, un été chaud (19,5 °C), des vents faibles, des brouillards fréquents en automne et en hiver et des orages fréquents en été (15 à 20 jours).
Pour la période 1971-2000, la température annuelle moyenne est de 13,2 °C, avec une amplitude thermique annuelle de 14,8 °C. Le cumul annuel moyen de précipitations est de 1 029 mm, avec 11,6 jours de précipitations en janvier et 7,5 jours en juillet. Pour la période 1991-2020, la température moyenne annuelle observée sur la station météorologique la plus proche, située sur la commune de Maumusson-Laguian à 4 km à vol d'oiseau, est de 14,1 °C et le cumul annuel moyen de précipitations est de 1 021,5 mm,. Pour l'avenir, les paramètres climatiques de la commune estimés pour 2050 selon différents scénarios d'émission de gaz à effet de serre sont consultables sur un site dédié publié par Météo-France en novembre 2022.

### Milieux naturels et biodiversité
Aucun espace naturel présentant un intérêt patrimonial n'est recensé sur la commune dans l'inventaire national du patrimoine naturel,,.

## Urbanisme

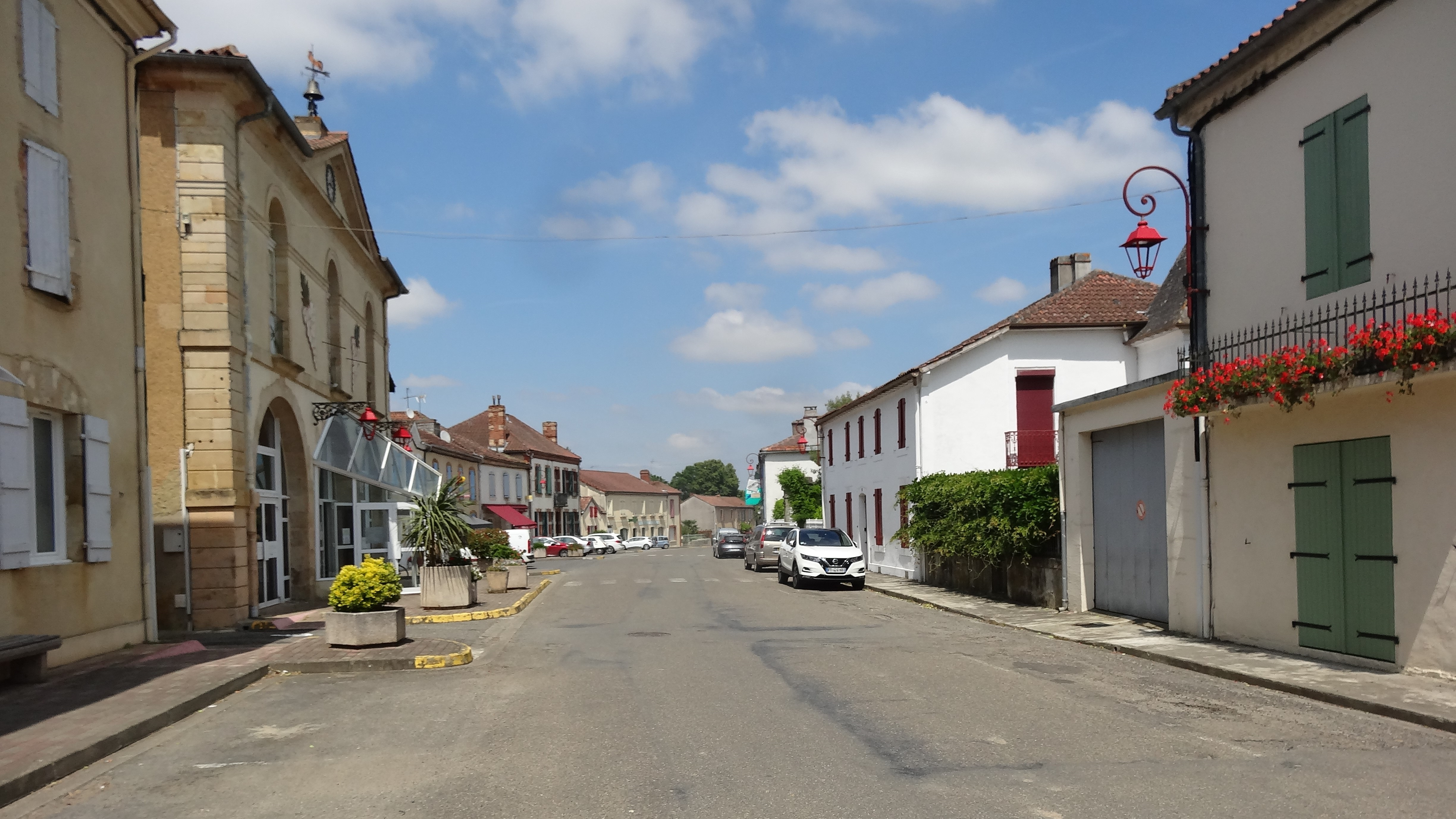
Rue principale du village.

### Typologie
Au 1er janvier 2024, Viella est catégorisée commune rurale à habitat très dispersé, selon la nouvelle grille communale de densité à sept niveaux définie par l'Insee en 2022.
Elle est située hors unité urbaine et hors attraction des villes,.

### Occupation des sols
L'occupation des sols de la commune, telle qu'elle ressort de la base de données européenne d’occupation biophysique des sols Corine Land Cover (CLC), est marquée par l'importance des territoires agricoles (77 % en 2018), une proportion sensiblement équivalente à celle de 1990 (76,4 %). La répartition détaillée en 2018 est la suivante : 
terres arables (32,2 %), cultures permanentes (23,8 %), forêts (21,6 %), zones agricoles hétérogènes (21 %), zones urbanisées (1,4 %). L'évolution de l’occupation des sols de la commune et de ses infrastructures peut être observée sur les différentes représentations cartographiques du territoire : la carte de Cassini (XVIIIe siècle), la carte d'état-major (1820-1866) et les cartes ou photos aériennes de l'IGN pour la période actuelle (1950 à aujourd'hui).

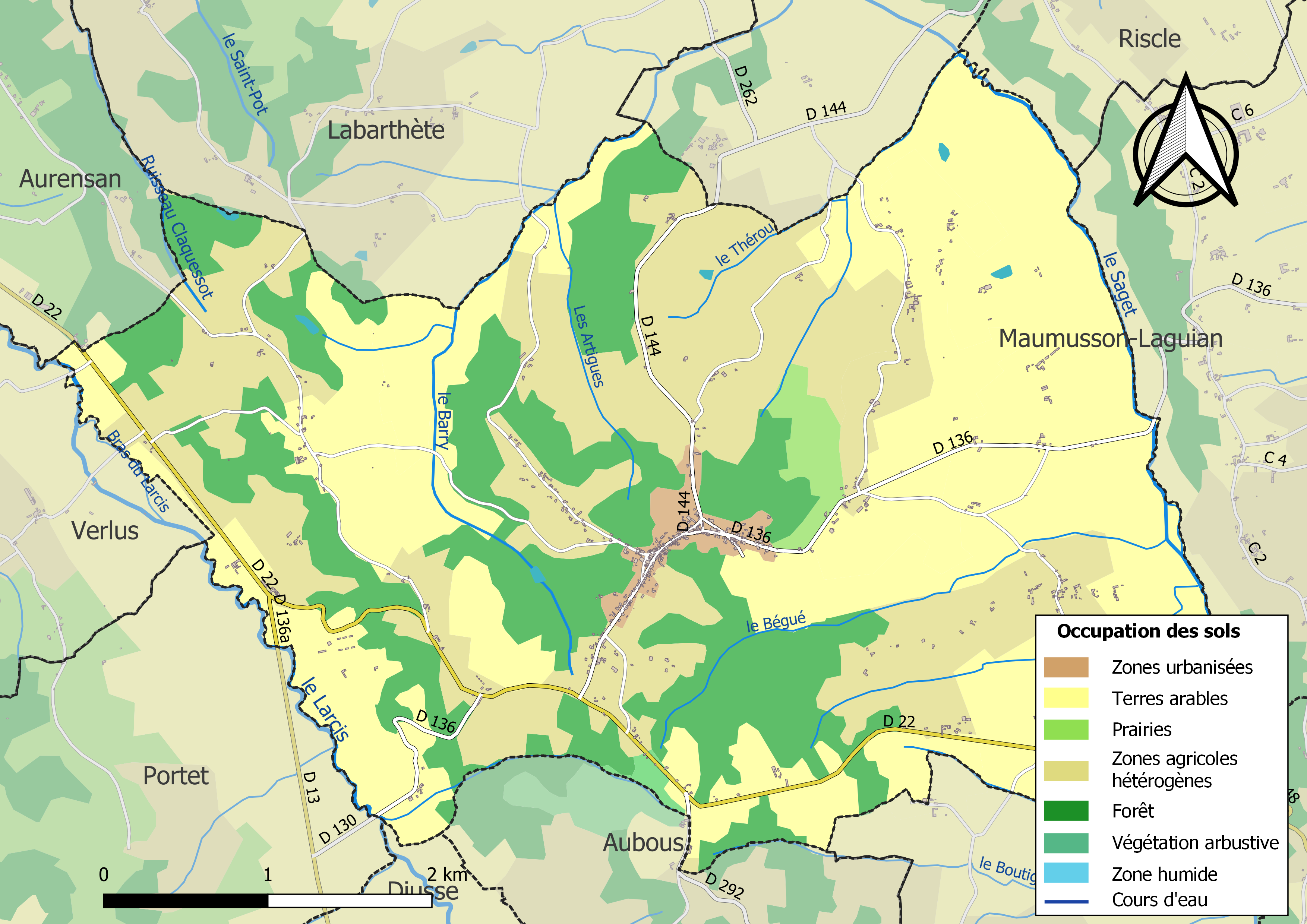
Carte des infrastructures et de l'occupation des sols de la commune en 2018 (CLC).

### Voies de communication et transports

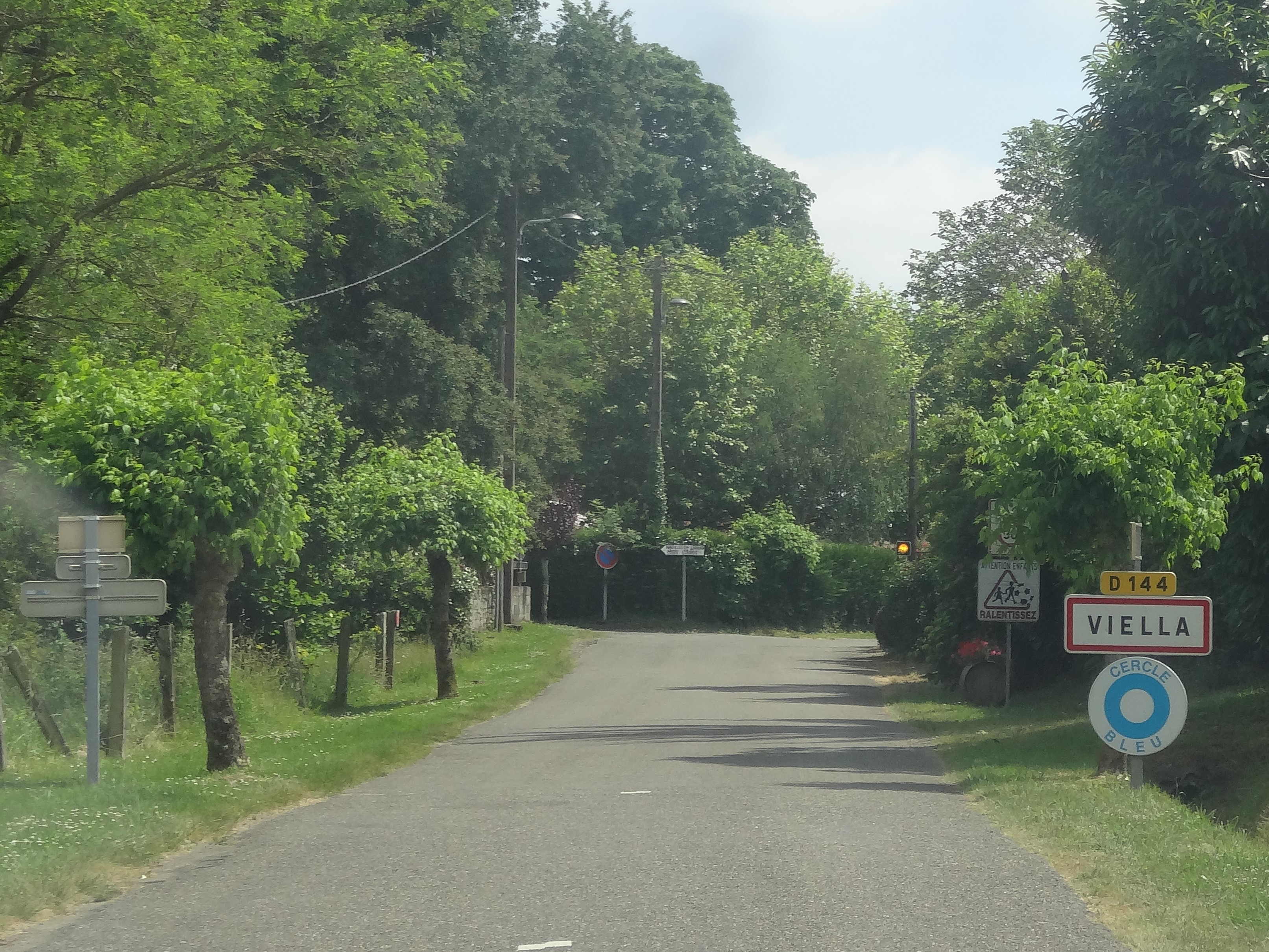
Entrée est de Viella.

### Risques majeurs
Le territoire de la commune de Viella est vulnérable à différents aléas naturels : météorologiques (tempête, orage, neige, grand froid, canicule ou sécheresse) et séisme (sismicité faible). Un site publié par le BRGM permet d'évaluer simplement et rapidement les risques d'un bien localisé soit par son adresse soit par le numéro de sa parcelle.

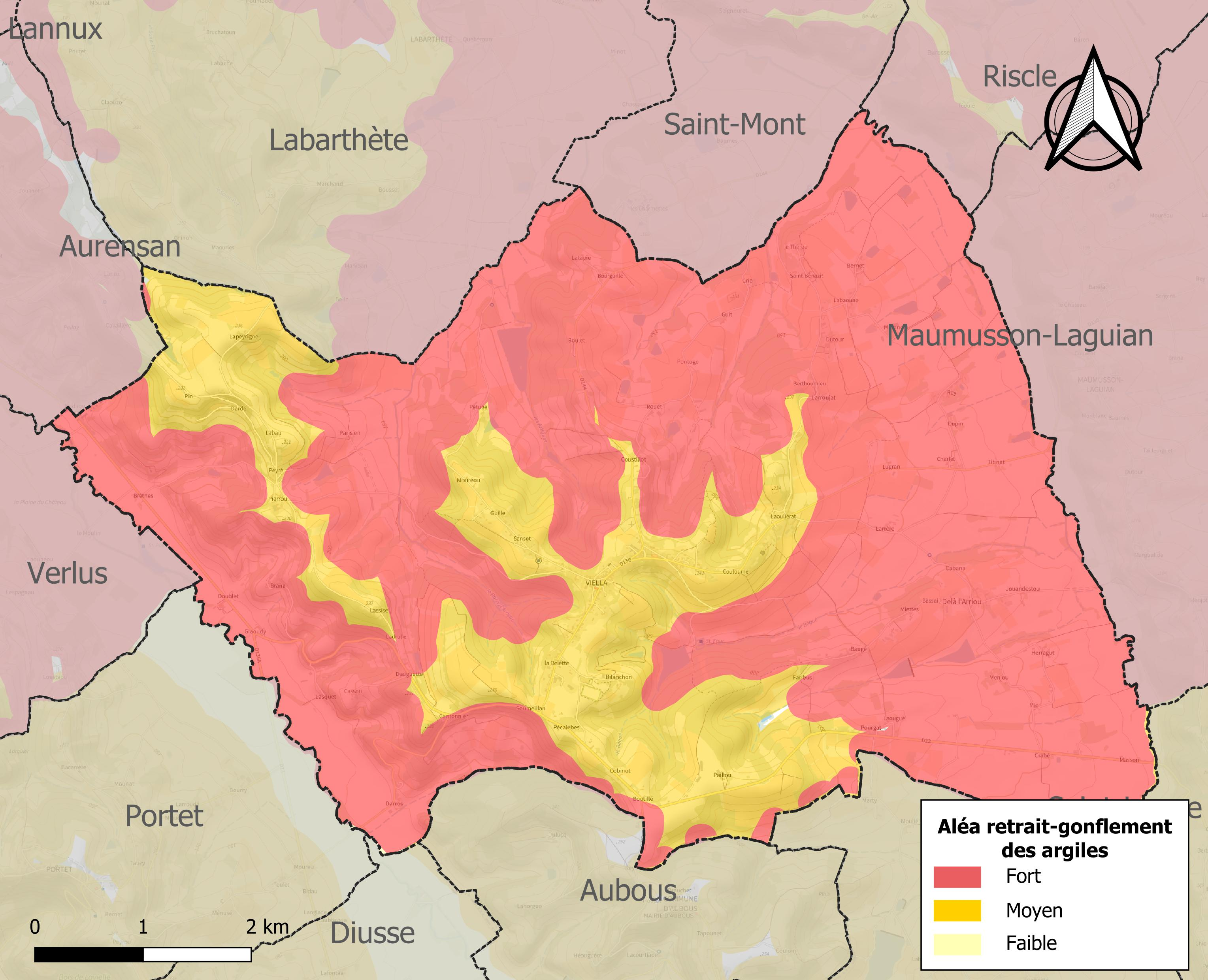
Carte des zones d'aléa retrait-gonflement des sols argileux de Viella.

Le retrait-gonflement des sols argileux est susceptible d'engendrer des dommages importants aux bâtiments en cas d’alternance de périodes de sécheresse et de pluie. 99,9 % de la superficie communale est en aléa moyen ou fort (94,5 % au niveau départemental et 48,5 % au niveau national). Sur les 352 bâtiments dénombrés sur la commune en 2019, 352 sont en aléa moyen ou fort, soit 100 %, à comparer aux 93 % au niveau départemental et 54 % au niveau national. Une cartographie de l'exposition du territoire national au retrait gonflement des sols argileux est disponible sur le site du BRGM,.
Par ailleurs, afin de mieux appréhender le risque d’affaissement de terrain, l'inventaire national des cavités souterraines permet de localiser celles situées sur la commune.
La commune a été reconnue en état de catastrophe naturelle au titre des dommages causés par les inondations et coulées de boue survenues en 1999, 2007 et 2009. Concernant les mouvements de terrains, la commune a été reconnue en état de catastrophe naturelle au titre des dommages causés par la sécheresse en 1989 et 2017 et par des mouvements de terrain en 1999.

## Histoire
Viella est un ancien oppidum gallo-romain.
Ancien fief de la famille Labay (ou Labaig) de Viella dont les armes, modifiées dans les couleurs (deux sangliers de gueules sur fond de sinople) figurent sur le blason de la commune.
Situé à 1,5 km au nord-ouest de Viella, sur les lieux mêmes de la principale fusillade, se dresse le monument d'Arudy, qui fut inauguré le 26 juillet 1945 en présence de Jean de Milleret. Les stèles individuelles, plantées en bordure de route, rappellent que des maquisards sont tombés à cet endroit.
- Le 26 juillet 1944, opération allemande à Viella contre le P.C. MILLERET « CARNOT » du C.F.P. Une forte colonne venant de Pau abat deux hommes du maquis au carrefour d'Aurensan. Scindés en plusieurs éléments, les uns ratissent la campagne à la recherche de maquisards, d'autres vers le bourg de Viella où ce jour-là faut-il préciser, le commandant de brigade MILLERET a convoqué ses chefs de compagnie. Deux hommes attendent à la ferme LABARRERE, sur la route, le lieutenant ALLAVENA « AUTERIVE » qui doit arriver de Lasserade. Ils sont surpris par l'irruption de la colonne ennemie. le premier DARRICAU, est tué ; son compagnon VARINI est capturé. Son cadavre sera retrouvé dans un champ quelques centaines de mètres plus loin. La liaison disparue, la voiture d'ALLAVENA va tomber sur les Allemands.
Des groupes d'Allemands battent les environs. Ils cernent plusieurs maquisards dont le chef TISON dans un bosquet. Ils se rendent sauf Sanchez RODRIGUEZ qui s'échappe et SERRANO qui est mortellement blessé. La ferme BELLARDE, siège du P.C. MILLERET réduit à quelques membres est également cerné, les occupants ont été avertis et le capitaine DANGOUMAU et les propriétaires font disparaître armes et documents. Les Allemands ne trouvent rien, ils alignent contre un mur les époux BELLARDE, puis DANGOUMAU, et le jeune ABADIE sont emmenés à Viella. L'officier des détails DURRIEUX caché dans le chai de la ferme est trouvé et un soldat l'abat d'une rafale.
L'après-midi, les captifs sont rassemblés dans la cour du notaire Maître MAUR où ils sont triés. Les gens du pays sont relâchés. DANGOUMAU et ABADIE également grâce à des papiers professionnels.
Mais ALLAVENA, DERT, DUFAURE, GLANDA, LANINE, MENDOZA et TISON qui n'ont aucun moyen de défense sont emmenés au lieu dit « Le Pedouen », où ils sont mitraillés.
MILLERET, ne se trouvait pas le matin à son P.C. ayant passé la nuit chez M. WINTREBERT.
L'affaire de Viella a des prolongements du fait de la capture d'ALLAVENA et de ses compagnons. L'un d'eux, Gérard SCHMIDT, a échappé au peloton d'exécution mais est contraint de conduire les Allemands à son maquis de Lasserade. Le contact est pris avec celui-ci qui accepte l'offre qui lui est faite par l'officier de la Wehrmacht : les hommes sont désarmés et repartent saufs sans être inquiétés.
La brigade CARNOT subit d'autres attaques des Allemands d'Aire-sur-l'Adour et de Mont-de-Marsan.

Monuments et stèles à Viella
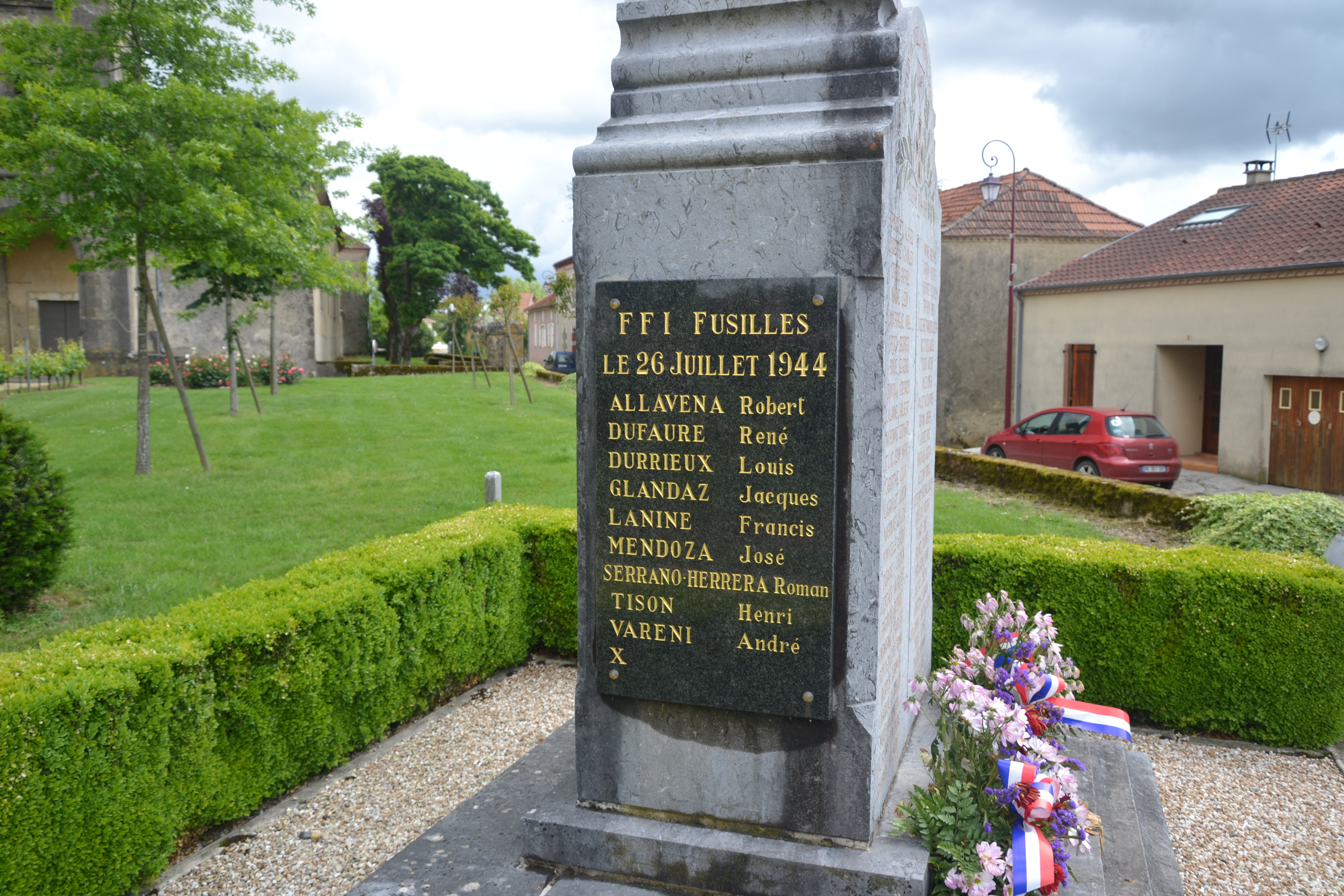
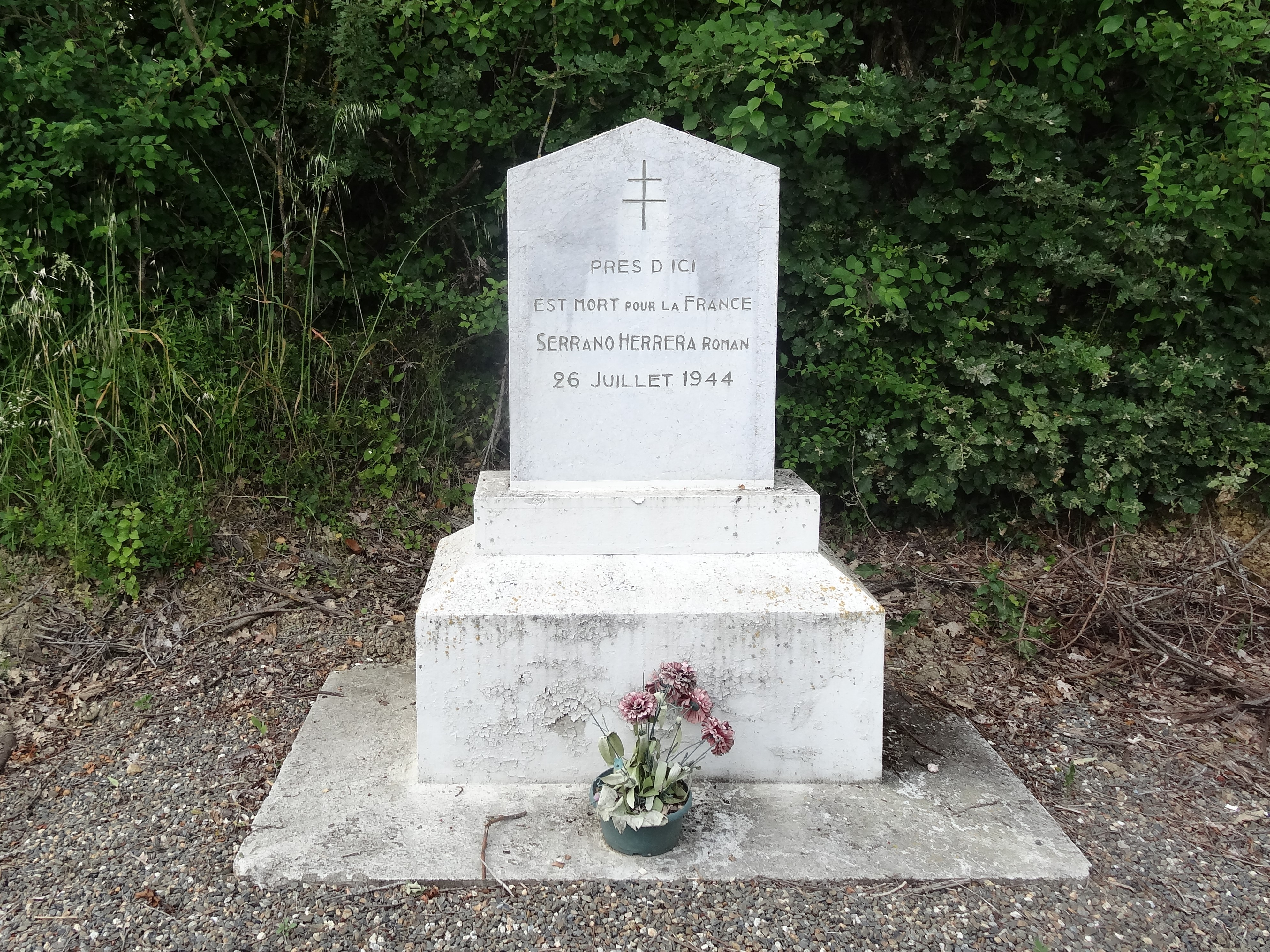
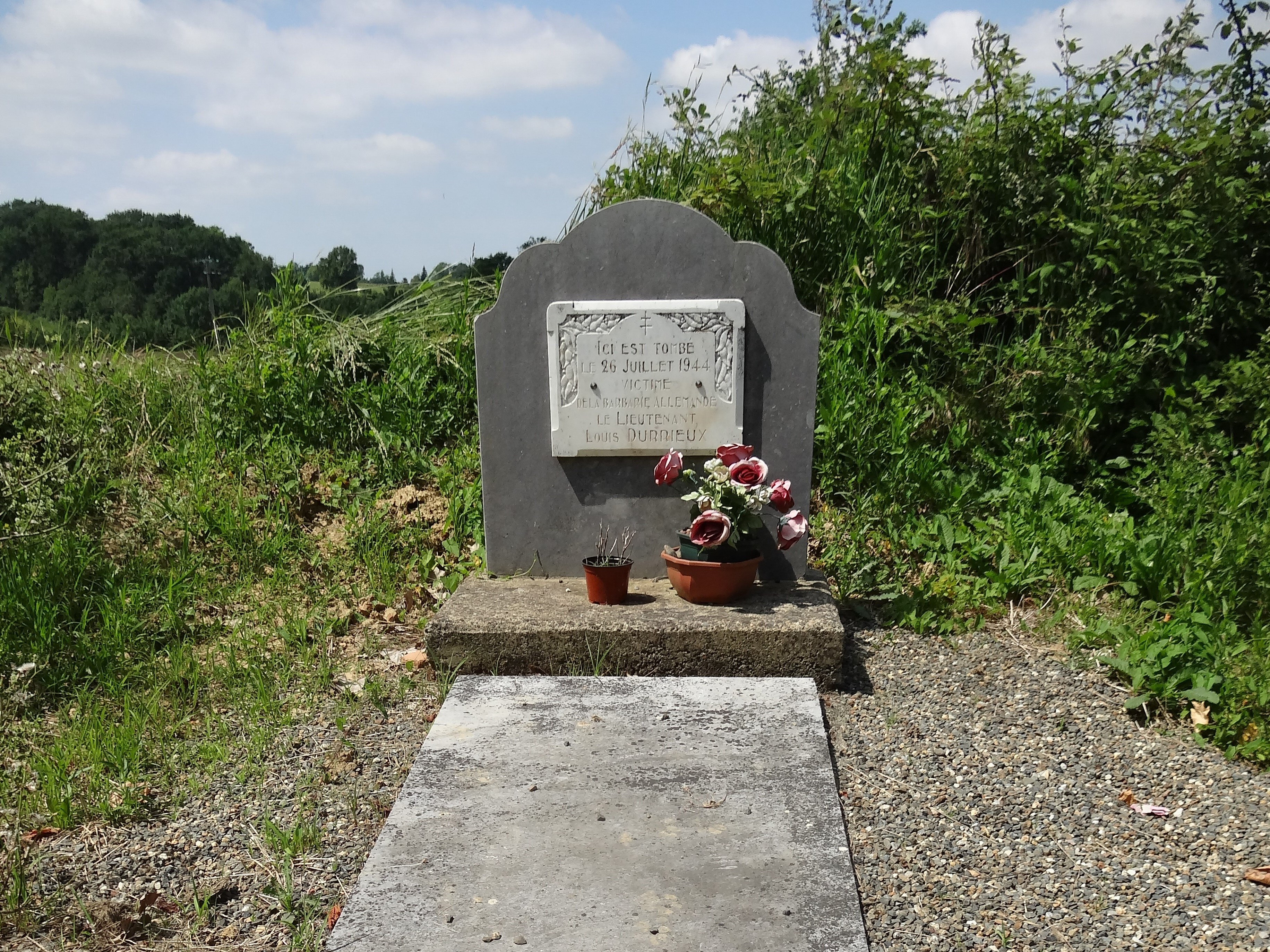
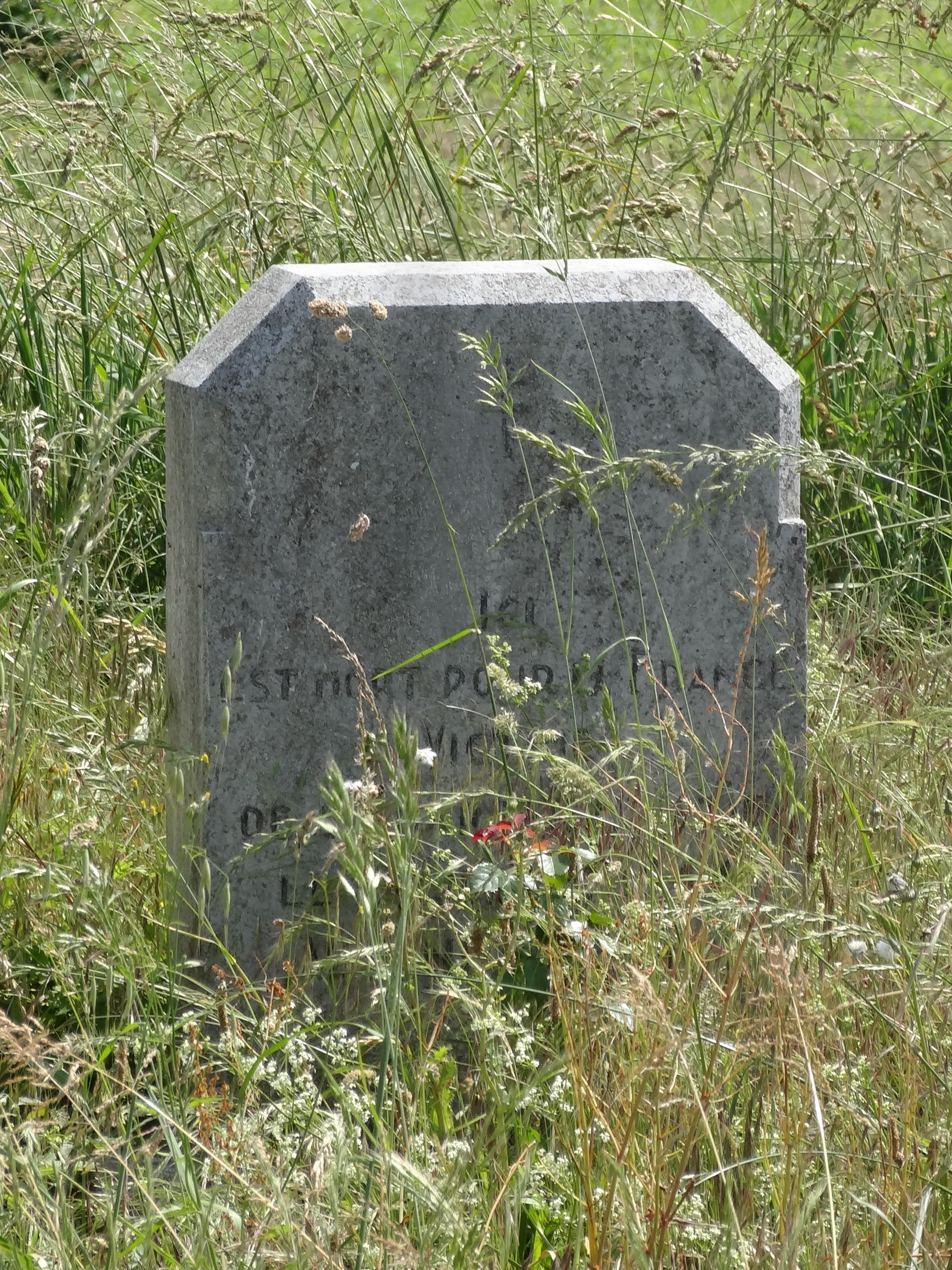

## Politique et administration

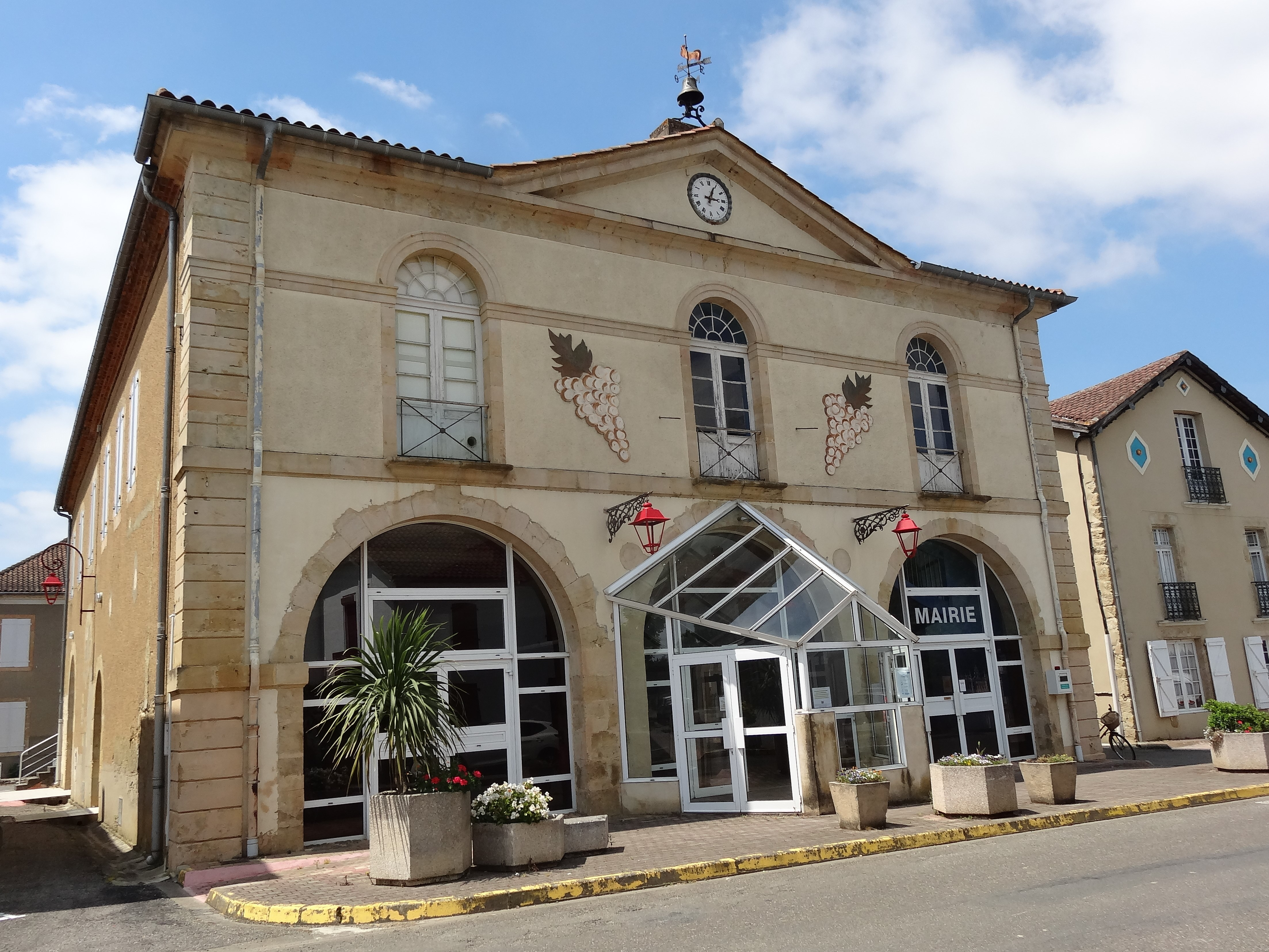
La mairie de Viella.

## Population et société

### Démographie
| 1793  | 1800  | 1806  | 1821  | 1831  | 1841  | 1846  | 1851  | 1856  |
| ----- | ----- | ----- | ----- | ----- | ----- | ----- | ----- | ----- |
| 1 326 | 1 227 | 1 428 | 1 465 | 1 811 | 1 679 | 1 671 | 1 757 | 1 696 |

| 1861  | 1866  | 1872  | 1876  | 1881  | 1886  | 1891  | 1896  | 1901  |
| ----- | ----- | ----- | ----- | ----- | ----- | ----- | ----- | ----- |
| 1 550 | 1 541 | 1 503 | 1 504 | 1 572 | 1 508 | 1 573 | 1 626 | 1 585 |

| 1906  | 1911  | 1921  | 1926  | 1931  | 1936 | 1946 | 1954 | 1962 |
| ----- | ----- | ----- | ----- | ----- | ---- | ---- | ---- | ---- |
| 1 522 | 1 334 | 1 102 | 1 020 | 1 005 | 925  | 905  | 869  | 705  |

| 1968 | 1975 | 1982 | 1990 | 1999 | 2006 | 2007 | 2012 | 2017 |
| ---- | ---- | ---- | ---- | ---- | ---- | ---- | ---- | ---- |
| 674  | 595  | 626  | 580  | 560  | 538  | 535  | 534  | 511  |

| 2022 | - | - | - | - | - | - | - | - |
| ---- | - | - | - | - | - | - | - | - |
| 523  | - | - | - | - | - | - | - | - |

### Enseignement

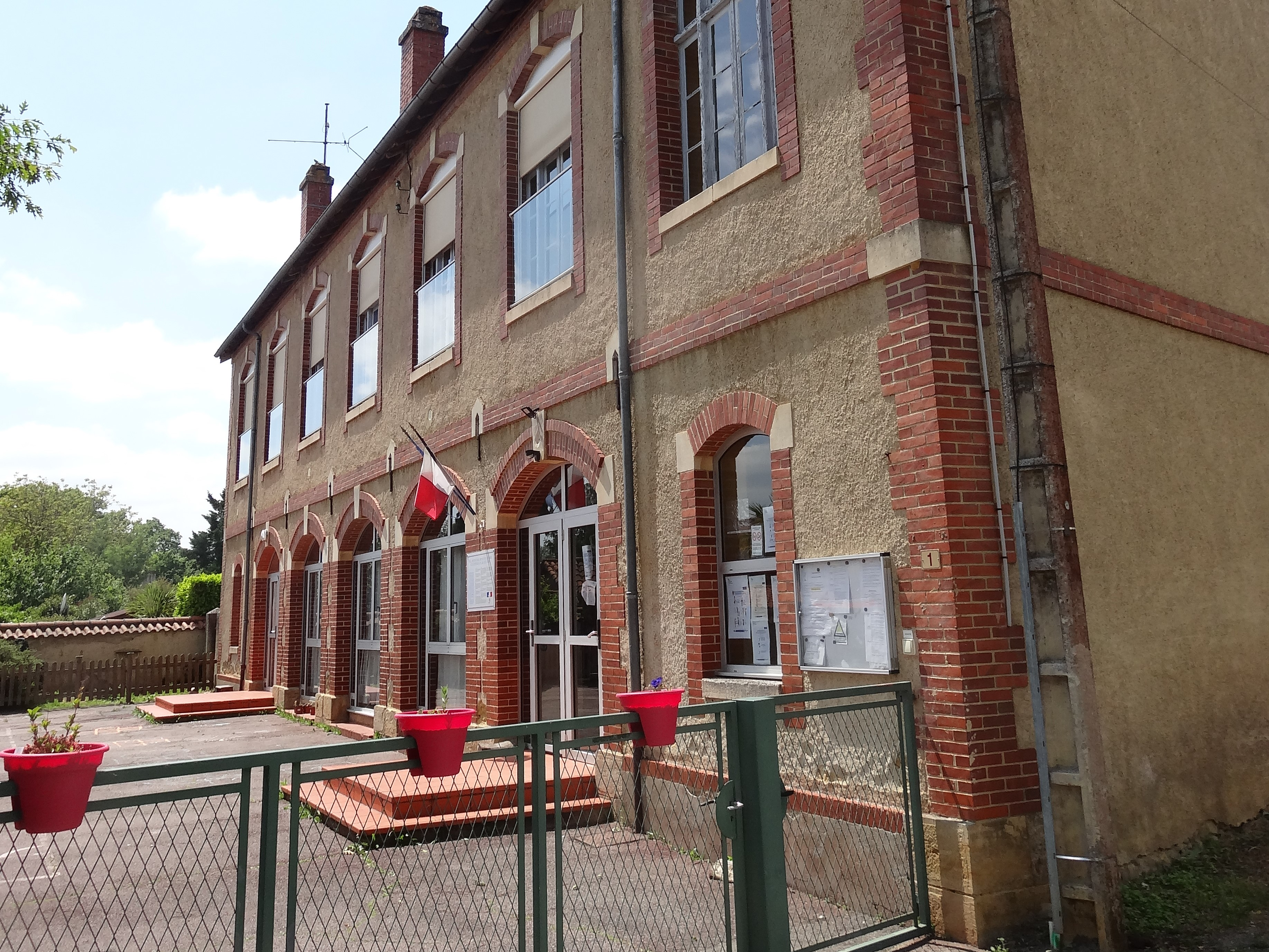
L'école primaire.

Viella dispose d'une école primaire publique comprenant un effectif de 43 élèves en 2013.

### Manifestations culturelles et festivités
Le 31 décembre, lors de la Saint-Sylvestre, le village s'adonne aux vendanges tardives et récolte les dernières grappes du Pacherenc.

### Santé
Le village ne possède plus de médecin généraliste, il a pris sa retraite en juillet 2023. Les hôpitaux les plus proches sont ceux de Tarbes, Pau et Mont-de-Marsan

### Sports

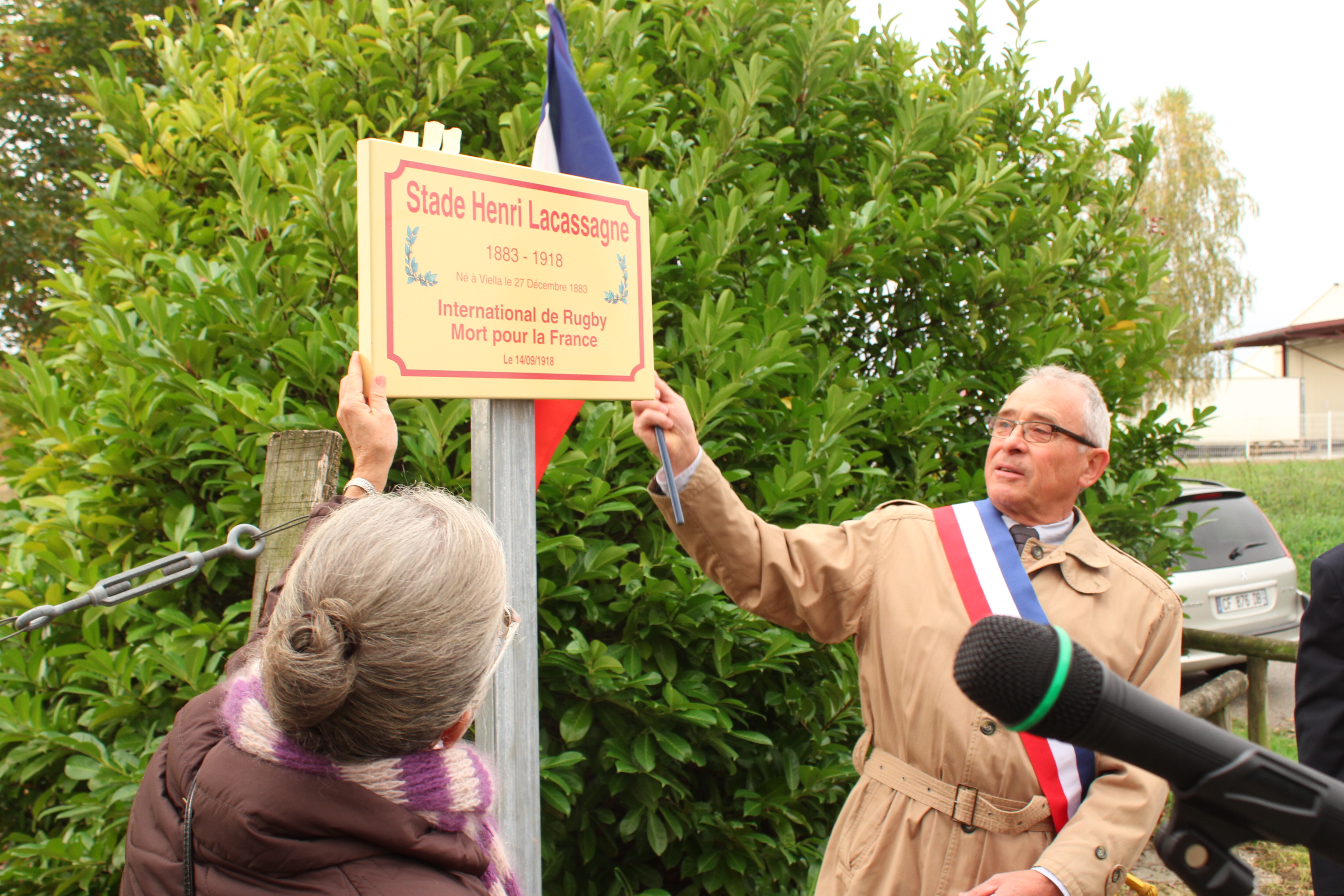
Inauguration du stadium Henri Lacassagne

Parmi les viellanais d'origine se trouve un des pionniers du rugby : Pierre Jean Henri Lacassagne, communément appelé Henri. Né en 1883, membre du stade bordelais en tant que demi de mêlée, il fut quatre fois champion de France en 1904, 1905, 1906, 1907 et finaliste en 1908. Sélectionné dans la première équipe du XV de France, il joua les deux premiers matches de celle-ci, contre les All Blacks le 1er janvier 1906, puis contre l'Angleterre. Par la suite, il fit partie du stade nantais, entrainé par son ami Pascal Laporte. Tué en combat aérien le 14 septembre 1918, une plaque a été apposée le 11 novembre 2014, à l'entrée du terrain de sport de Viella, en son honneur.

## Économie

### Revenus
En 2018  (données Insee publiées en septembre 2021), la commune compte 248 ménages fiscaux, regroupant 504 personnes. La médiane du revenu disponible par unité de consommation est de 20 250 € (20 820 € dans le département).

### Emploi
|                | 2008  | 2013  | 2018  |
| -------------- | ----- | ----- | ----- |
| Commune        | 3,5 % | 6,5 % | 9 %   |
| Département    | 6,1 % | 7,5 % | 8,2 % |
| France entière | 8,3 % | 10 %  | 10 %  |

En 2018, la population âgée de 15 à 64 ans s'élève à 279 personnes, parmi lesquelles on compte 75,3 % d'actifs (66,3 % ayant un emploi et 9 % de chômeurs) et 24,7 % d'inactifs,. En  2018, le taux de chômage communal (au sens du recensement) des 15-64 ans est supérieur à celui du département, mais inférieur à celui de la France, alors qu'il était inférieur à celui du département et de la France en 2008.
La commune est hors attraction des villes,. Elle compte 164 emplois en 2018, contre 212 en 2013 et 151 en 2008. Le nombre d'actifs ayant un emploi résidant dans la commune est de 190, soit un indicateur de concentration d'emploi de 86,4 % et un taux d'activité parmi les 15 ans ou plus de 47,9 %.
Sur ces 190 actifs de 15 ans ou plus ayant un emploi, 82 travaillent dans la commune, soit 43 % des habitants. Pour se rendre au travail, 81,6 % des habitants utilisent un véhicule personnel ou de fonction à quatre roues, 7,3 % s'y rendent en deux-roues, à vélo ou à pied et 11 % n'ont pas besoin de transport (travail au domicile).

### Activités hors agriculture

#### Secteurs d'activités
51 établissements sont implantés  à Viella au 31 décembre 2019. Le tableau ci-dessous en détaille le nombre par secteur d'activité et compare les ratios avec ceux du département,.
| Secteur d'activité                                                                                        | Commune | Commune | Département |
| Secteur d'activité                                                                                        | Nombre  | %       | %           |
| --- | ------- | ------- | ----------- |
| Ensemble                                                                                                  | 51      |         |             |
| Industrie manufacturière, industries extractives et autres                                                | 6       | 11,8 %  | (12,3 %)    |
| Construction                                                                                              | 8       | 15,7 %  | (14,6 %)    |
| Commerce de gros et de détail, transports, hébergement et restauration                                    | 17      | 33,3 %  | (27,7 %)    |
| Activités financières et d'assurance                                                                      | 2       | 3,9 %   | (3,5 %)     |
| Activités immobilières                                                                                    | 4       | 7,8 %   | (5,2 %)     |
| Activités spécialisées, scientifiques et techniques et activités de services administratifs et de soutien | 6       | 11,8 %  | (14,4 %)    |
| Administration publique, enseignement, santé humaine et action sociale                                    | 5       | 9,8 %   | (12,3 %)    |
| Autres activités de services                                                                              | 3       | 5,9 %   | (8,3 %)     |

Le secteur du commerce de gros et de détail, des transports, de l'hébergement et de la restauration est prépondérant sur la commune puisqu'il représente 33,3 % du nombre total d'établissements de la commune (17 sur les 51 entreprises implantées  à Viella), contre 27,7 % au niveau départemental.

#### Entreprises et commerces
L'entreprise ayant son siège social sur le territoire communal qui génère le plus de chiffre d'affaires en 2020 est : 
- Chateau Viella Village, culture de céréales (à l'exception du riz), de légumineuses et de graines oléagineuses (15 k€).

### Agriculture
La commune est dans la Rivière Basse, une petite région agricole occupant une partie ouest du département du Gers. En 2020, l'orientation technico-économique de l'agriculture  sur la commune est la polyculture et/ou le polyélevage.
|               | 1988  | 2000  | 2010  | 2020  |
| ------------- | ----- | ----- | ----- | ----- |
| Exploitations | 56    | 45    | 49    | 35    |
| SAU (ha)      | 1 579 | 1 545 | 1 606 | 1 552 |

Le nombre d'exploitations agricoles en activité et ayant leur siège dans la commune est passé de 56 lors du recensement agricole de 1988  à 45 en 2000 puis à 49 en 2010 et enfin à 35 en 2020, soit une baisse de 37 % en 32 ans. Le même mouvement est observé à l'échelle du département qui a perdu pendant cette période 51 % de ses exploitations,. La surface agricole utilisée sur la commune a également diminué, passant de 1 579 ha en 1988 à 1 552 ha en 2020. Parallèlement la surface agricole utilisée moyenne par exploitation a augmenté, passant de 28 à 44 ha.

## Culture locale et patrimoine

### Lieux et monuments
- Château de Viella du XVIIIe siècle (ancienne propriété des marquis de Viella). Le château est une propriété viticole qui produit essentiellement du Madiran et du Pacherenc[34].
- Église Saint-Pierre, édifice néoclassique du XVIIIe siècle[35].

L'église Saint-Pierre
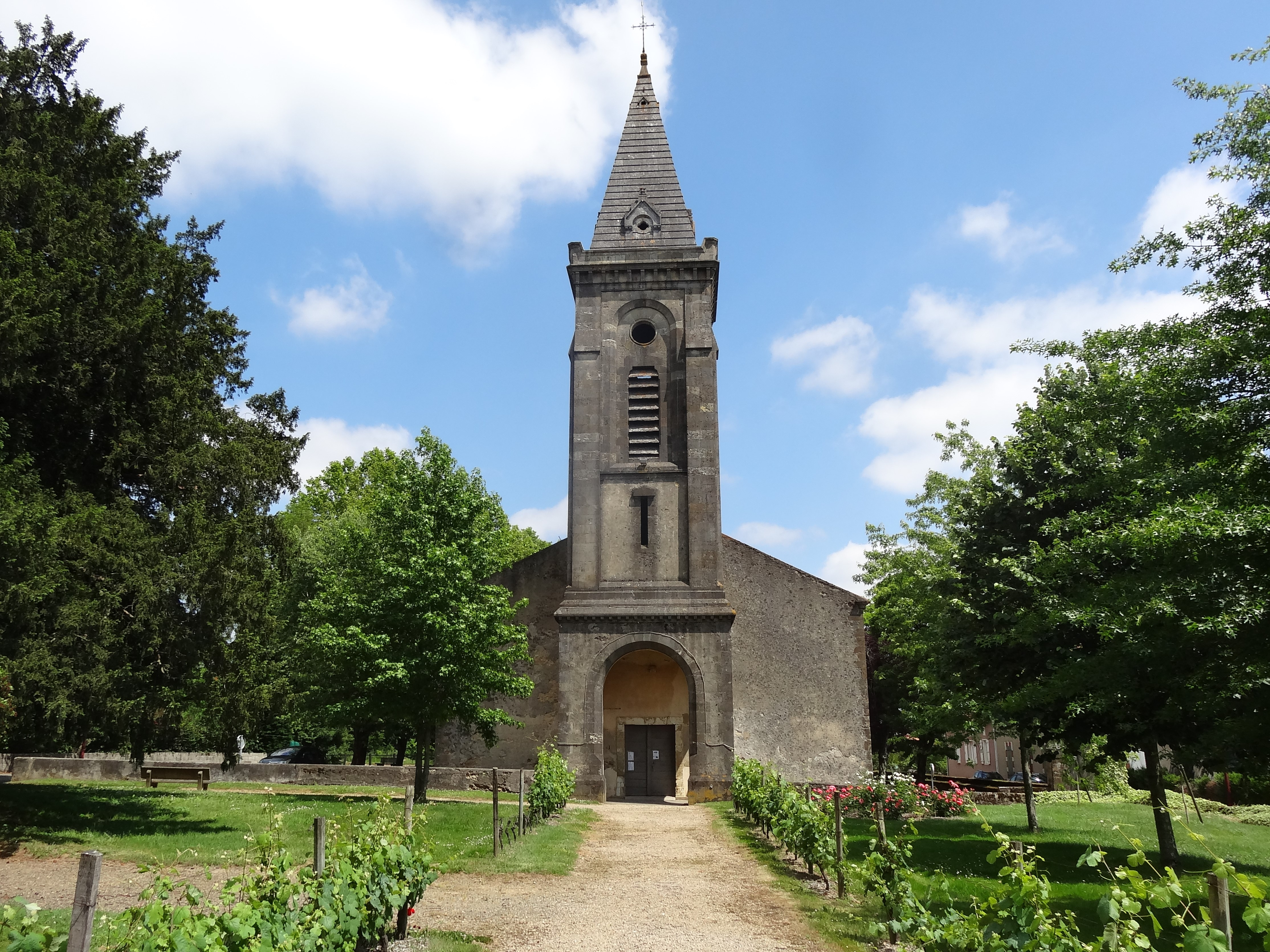
L'église.
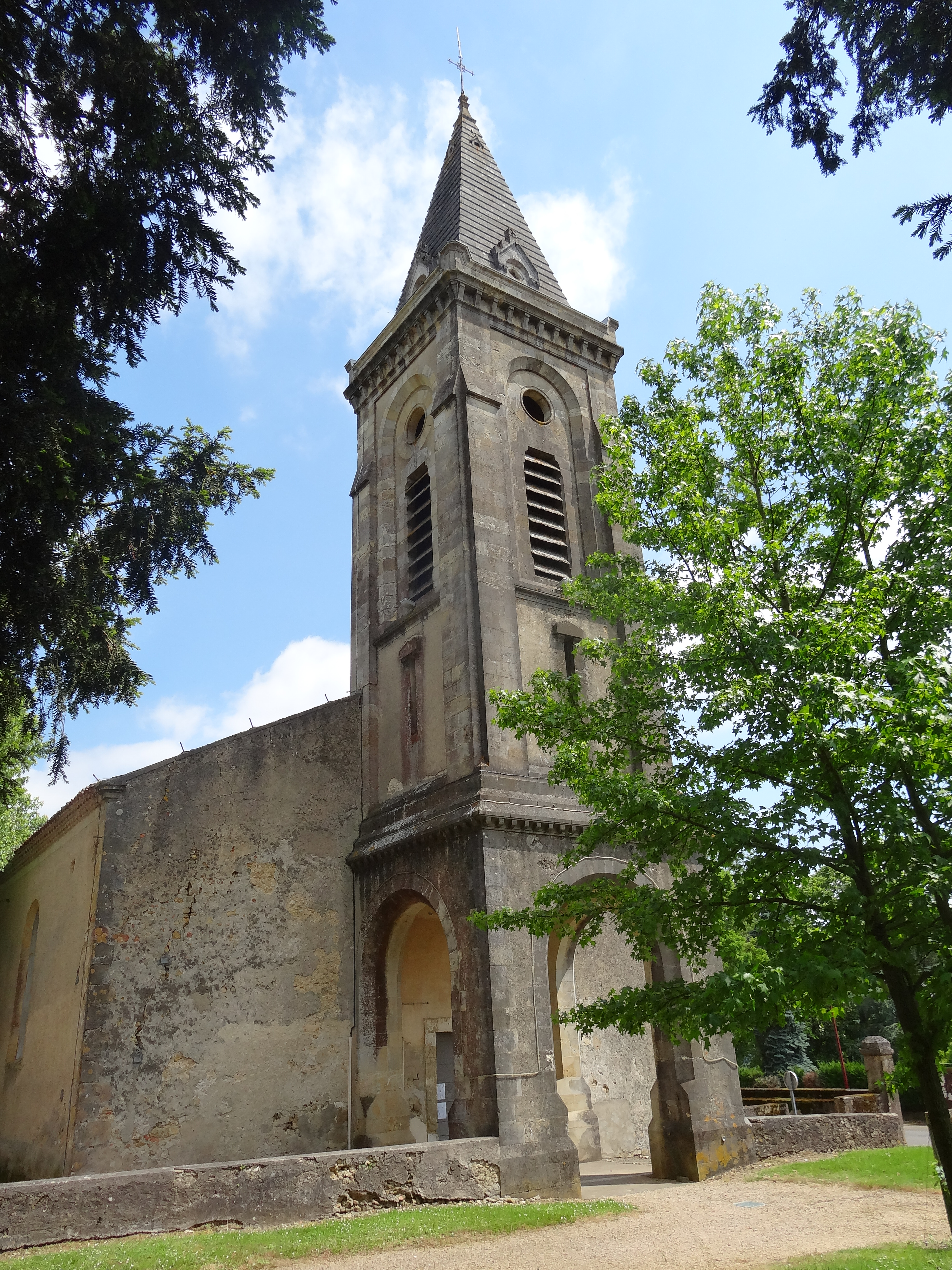
Le clocher.
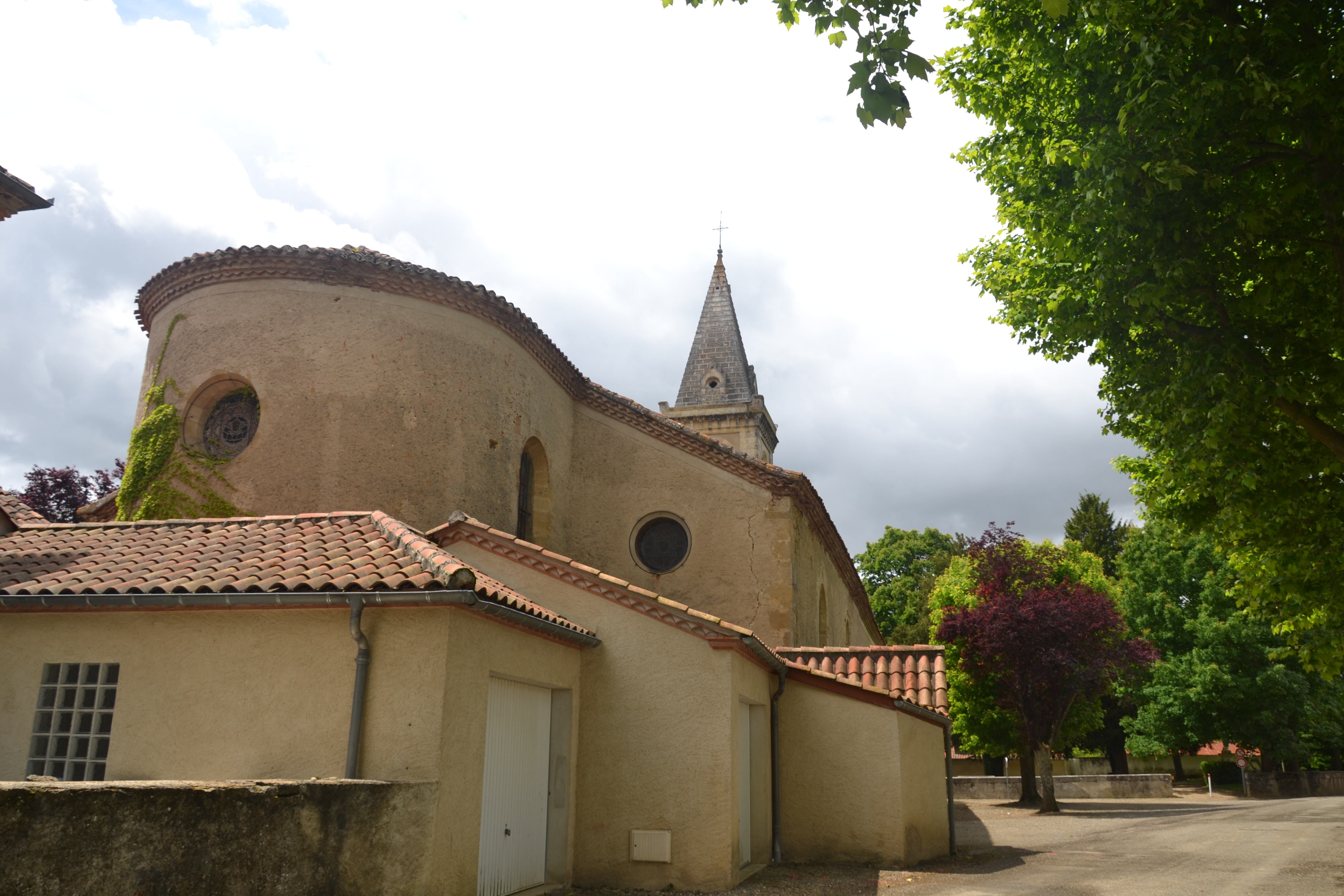
Le chevet.
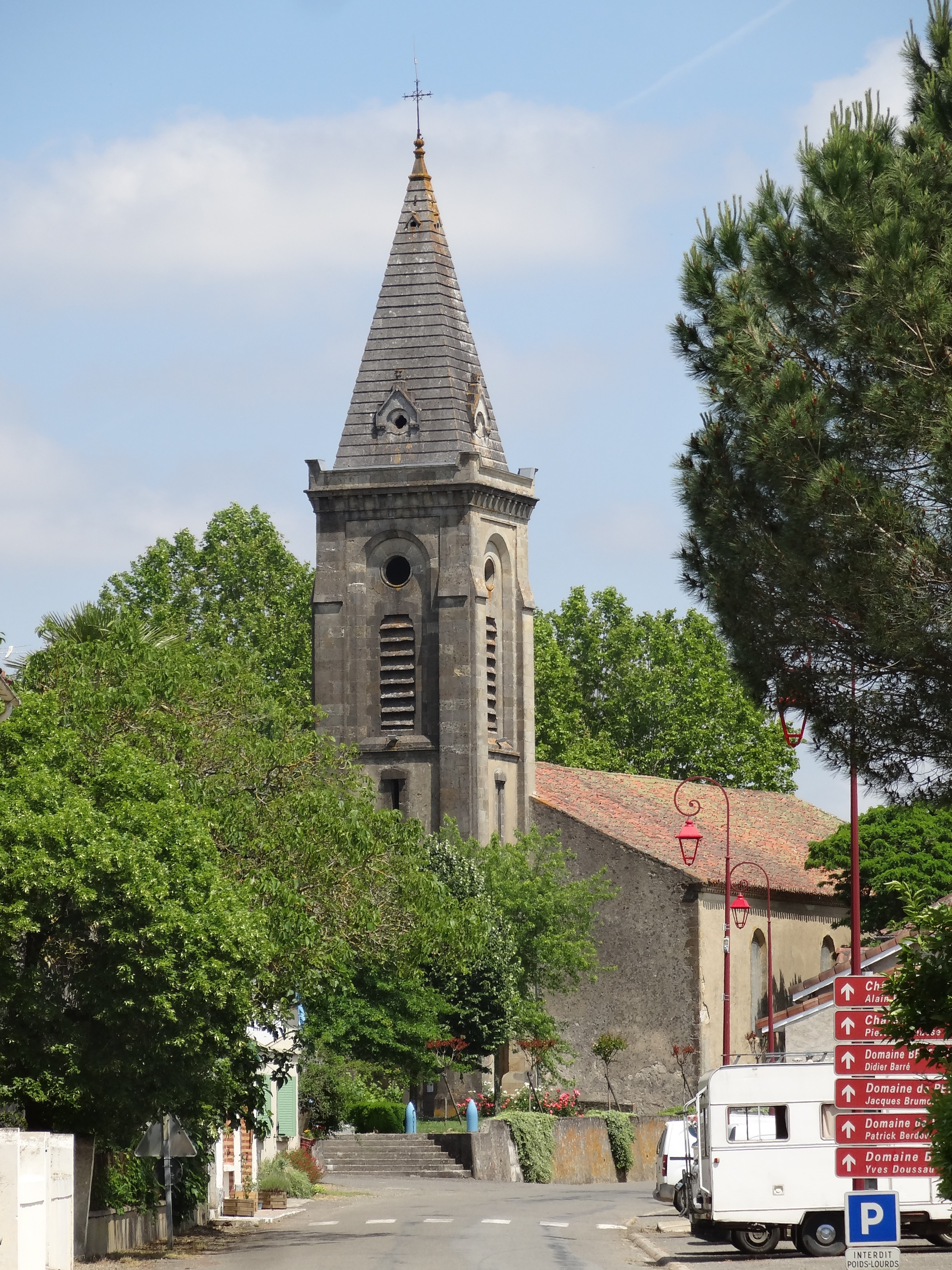
L'église vue de loin.

- Arènes, dont seuls subsistent les loges et la tribune. Elles ne sont plus utilisées[35].
- Le monument aux morts, surmonté de la statue du Poilu au repos, réalisée par Étienne Camus.

Galerie
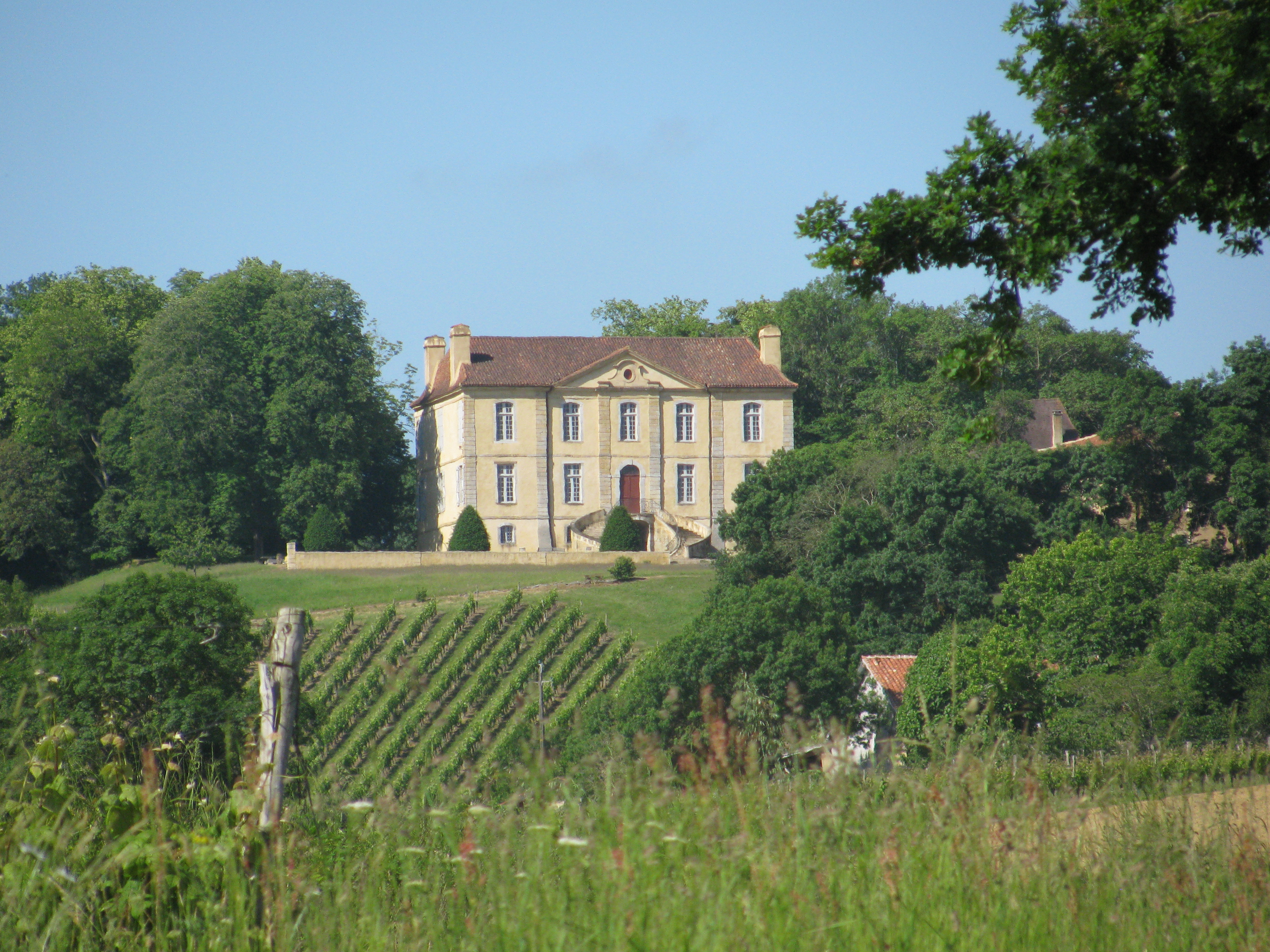
Le château.
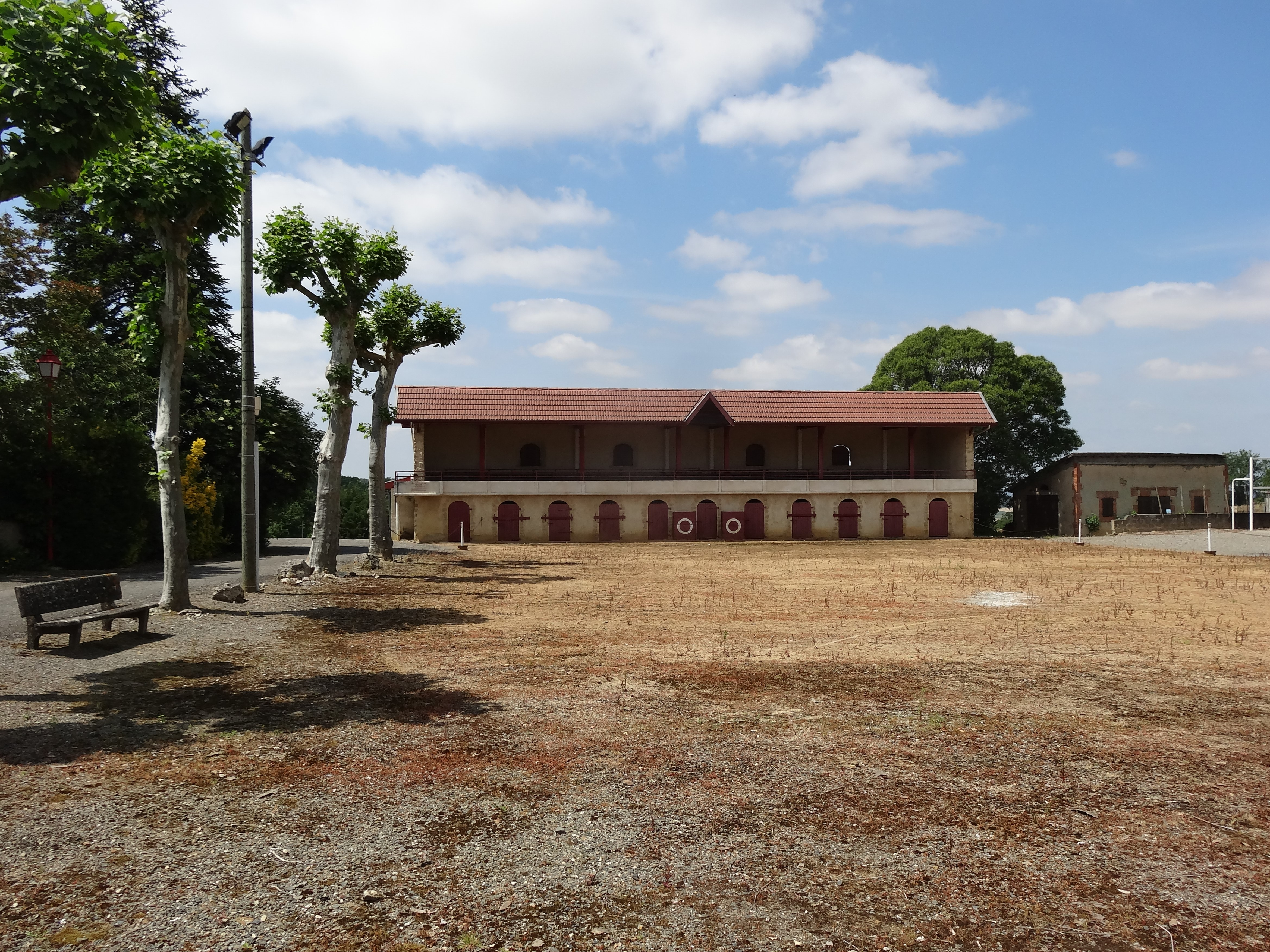
Les arènes.
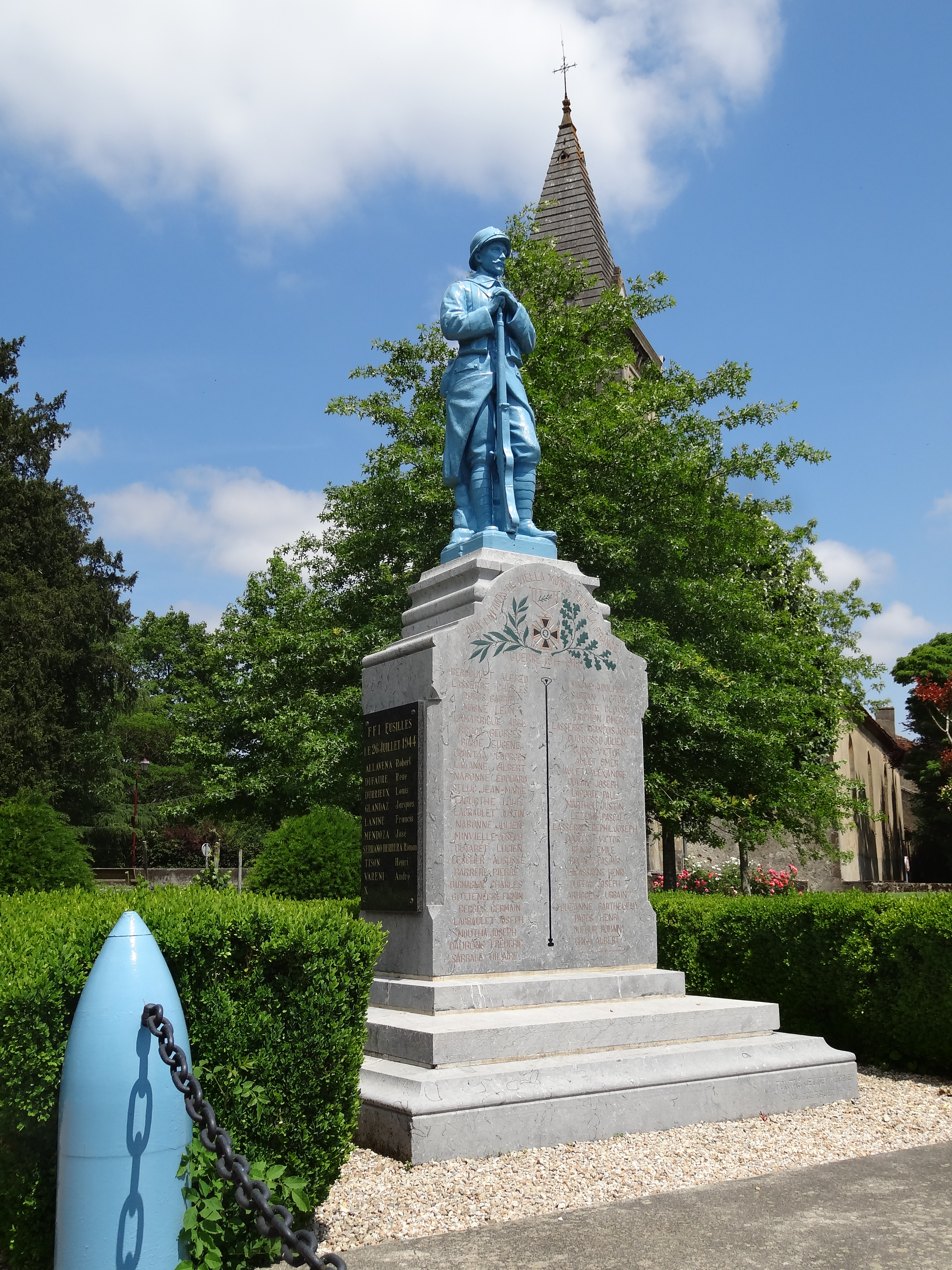
Le monument aux morts.
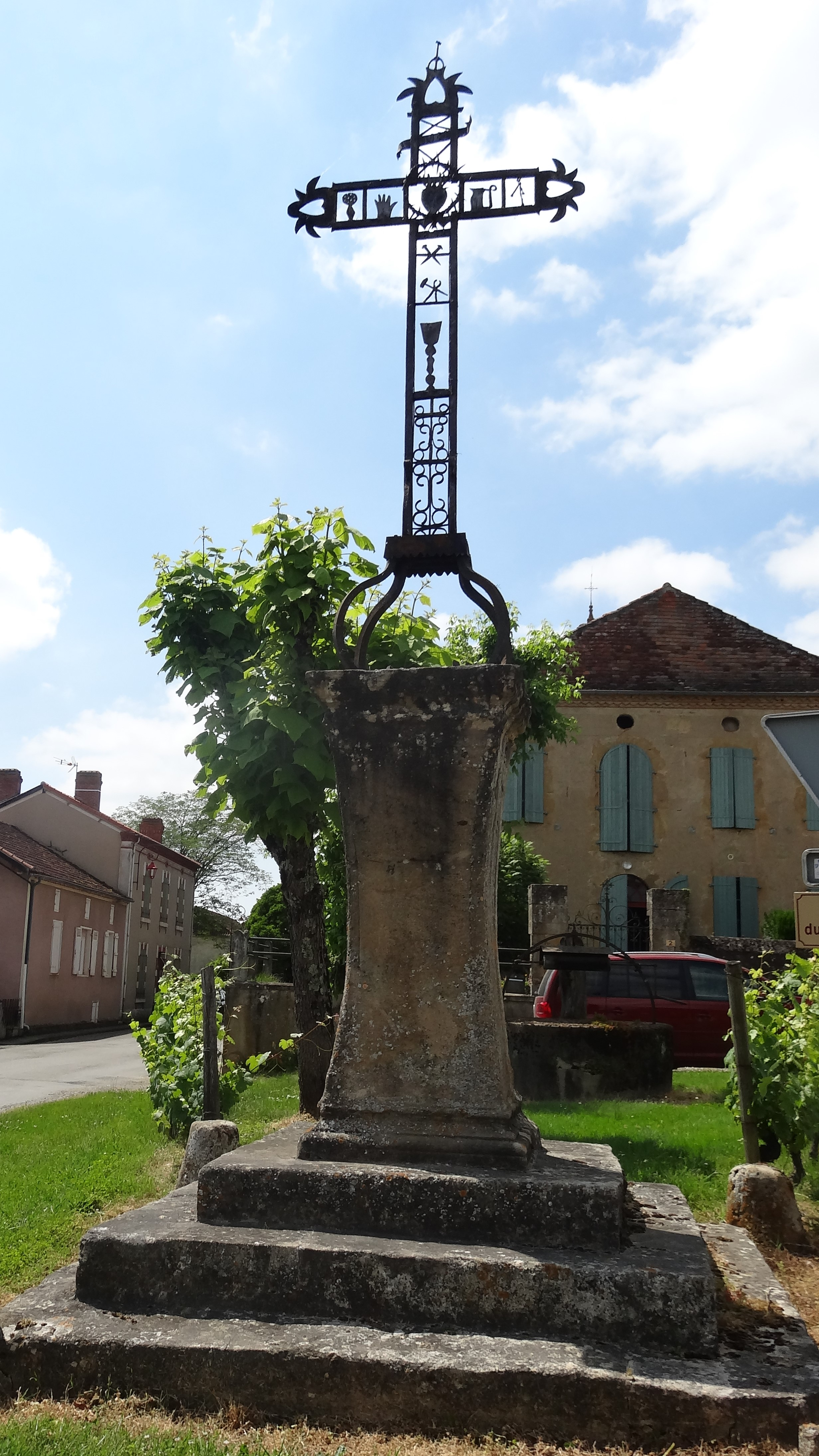
Croix.
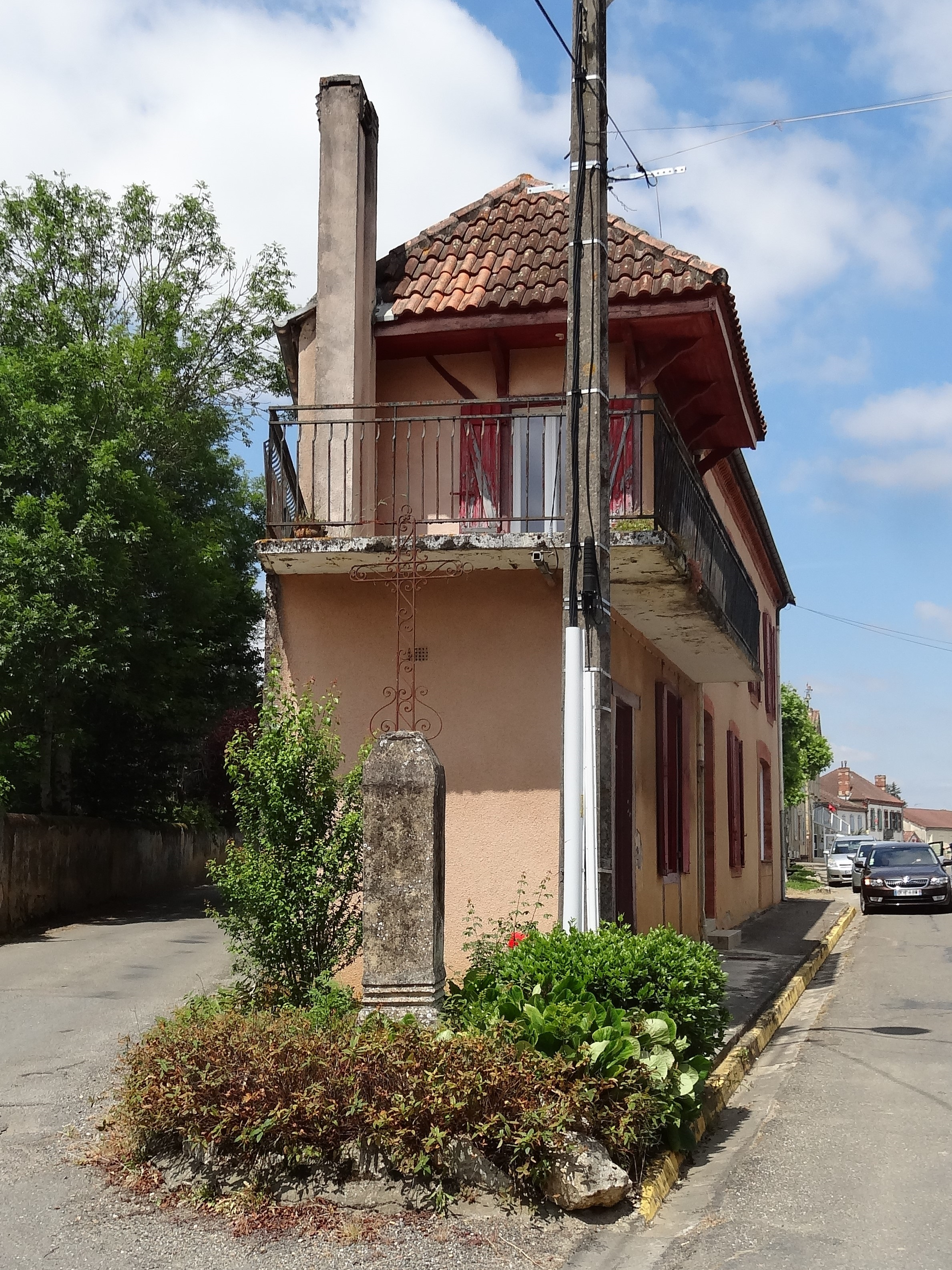
Croix de carrefour.
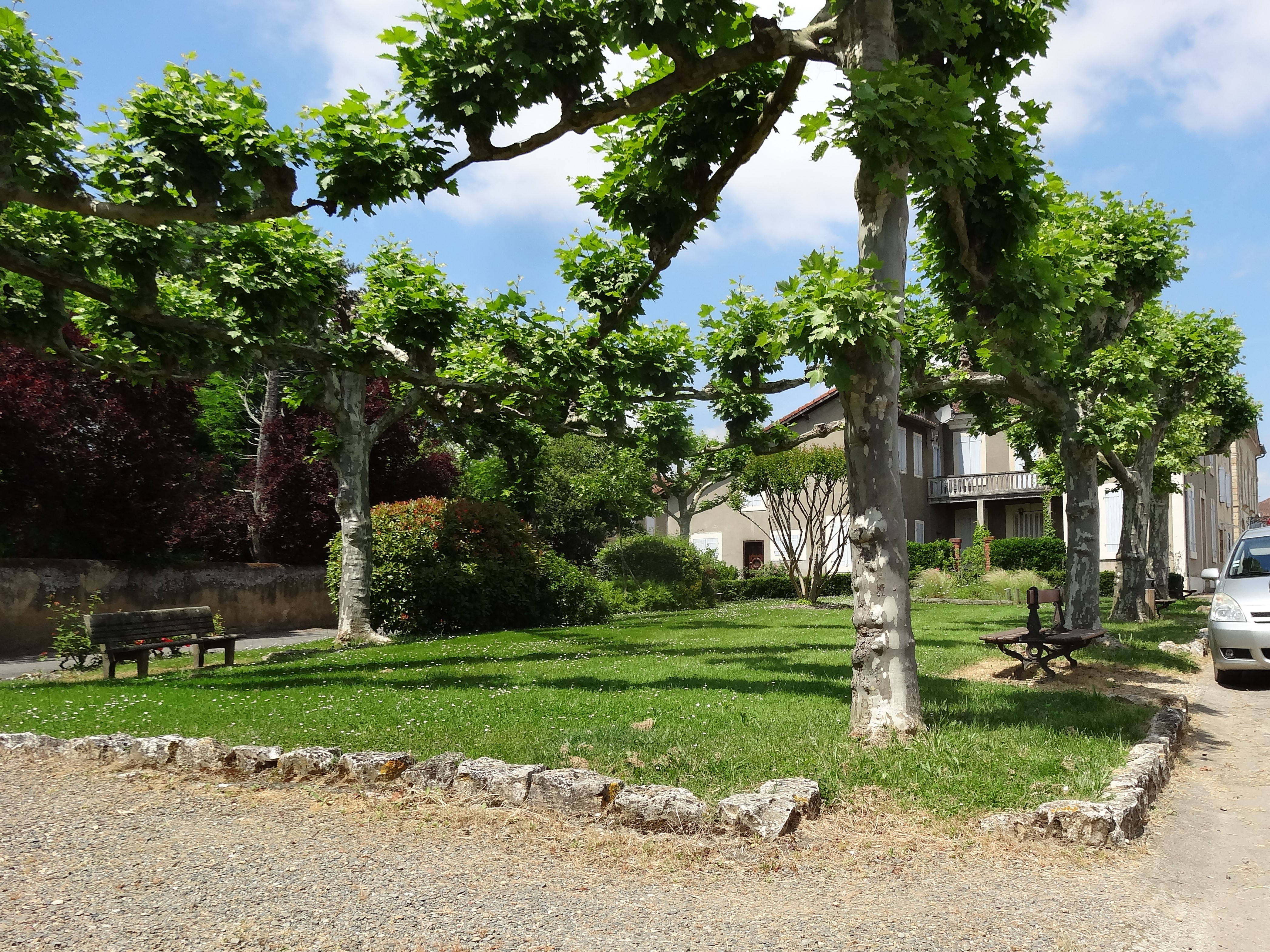
Espace vert.
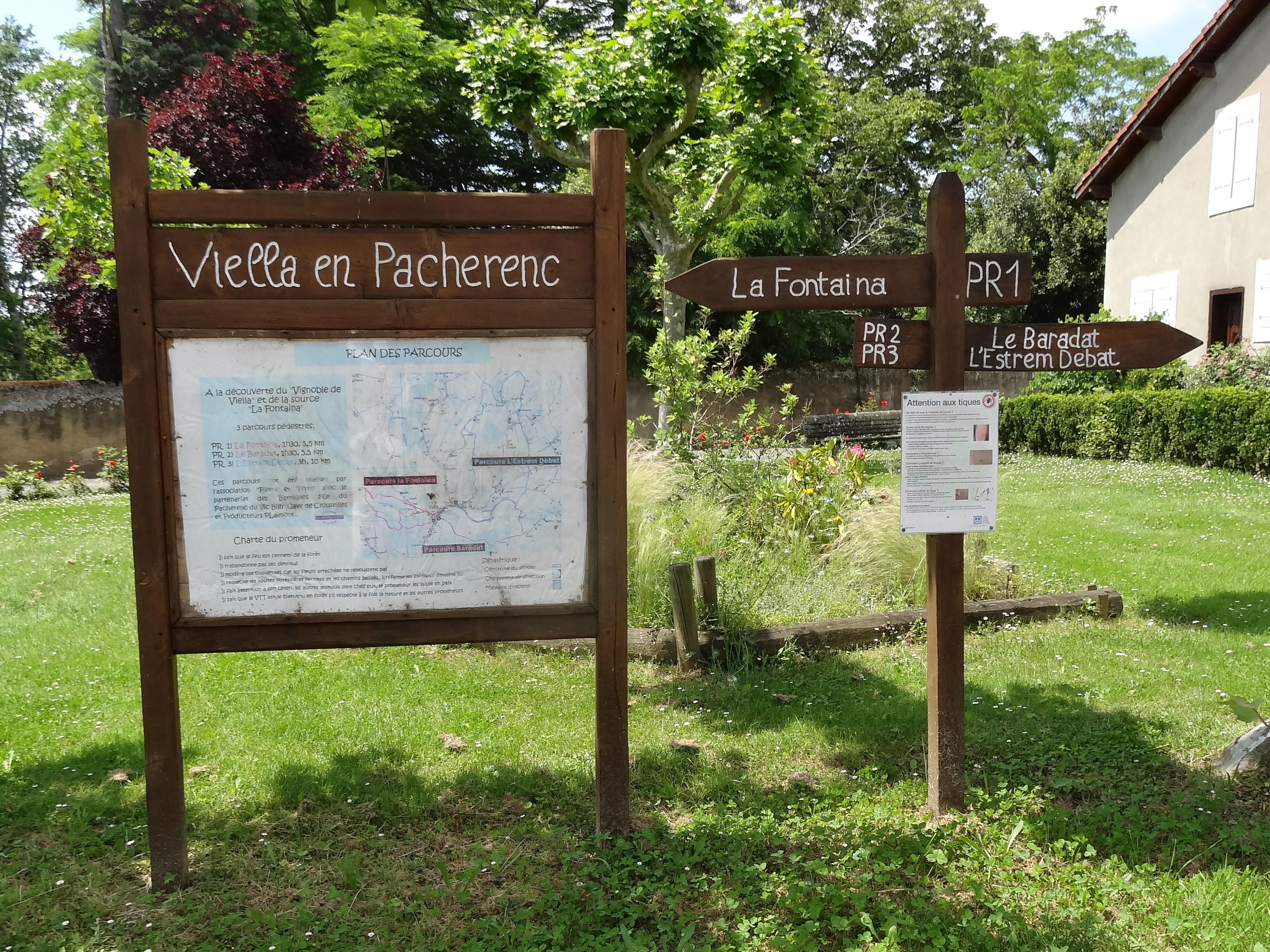
Panneaux d'informations.
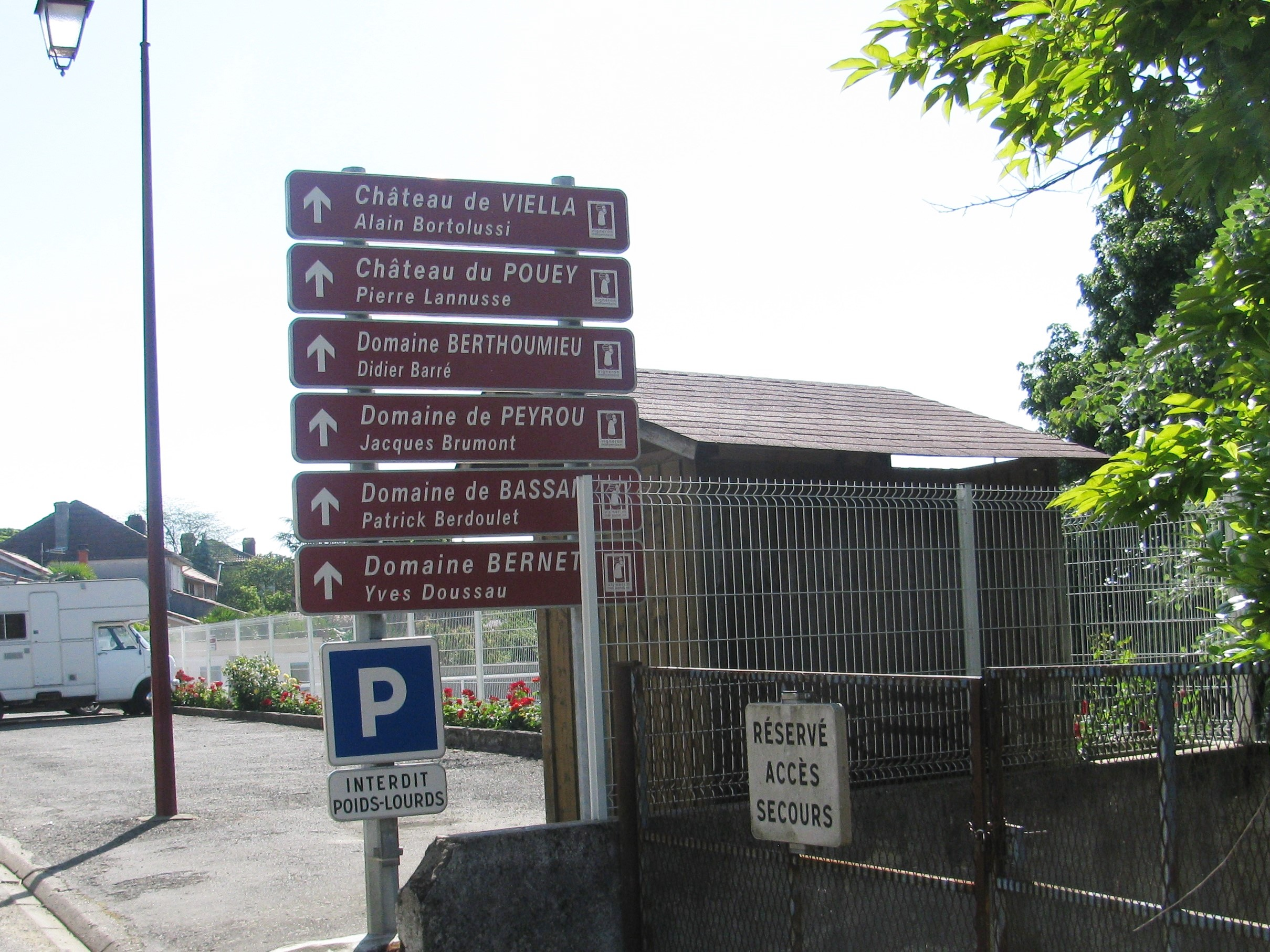
Panneaux indiquant les domaines vinicoles à Viella.

### Personnalités liées à la commune
- Henri Lacassagne, joueur de rugby, né à Viella, le 27 décembre 1883.

### Héraldique
| Blason | Blasonnement : Écartelé, au premier d'or à deux vaches de gueules onglées, colletées et clarinées d'azur, au second aussi d'or à un lion de gueules, au troisième d'azur à deux balances d'argent, au quatrième de gueules à une tour d'or ouverte, ajourée et maçonnée de sable ; sur le tout, de sinople à deux sangliers de gueules. |